# Campeonato Mundial de Curling Femenino de 2014
El XXXVI Campeonato Mundial de Curling Femenino se celebró en Saint John (Canadá) entre el 15 y el 23 de marzo de 2014 bajo la organización de la Federación Mundial de Curling (WCF) y la Federación Canadiense de Curling.
Las competiciones se realizaron en la Harbour Station de la ciudad canadiense.

## Tabla de posiciones
| Pos | Equipo          | G  | P  | G–P |
| --- | --------------- | -- | -- | --- |
| 1   | Canadá          | 10 | 1  | –   |
| 2   | Suiza           | 9  | 2  | –   |
| 3   | Rusia           | 8  | 3  | 2–0 |
| 4   | Corea del Sur   | 8  | 3  | 1–1 |
| 5   | Suecia          | 8  | 3  | 0–2 |
| 6   | Estados Unidos  | 6  | 5  | 1–0 |
| 7   | China           | 6  | 5  | 0–1 |
| 8   | Alemania        | 3  | 8  | 1–0 |
| 9   | República Checa | 3  | 8  | 0–1 |
| 10  | Escocia         | 2  | 9  | 1–0 |
| 11  | Dinamarca       | 2  | 9  | 0–1 |
| 12  | Letonia         | 1  | 10 | –   |

## Cuadro final
|  | Clasif. a semifinal | Clasif. a semifinal | Clasif. a semifinal |  |  | Semifinal | Semifinal |  |              | Final         | Final |
|  |                     |                     |                     |  |  |           |           |  |              |               |       |
|  | 1                   | Canadá              | 8                   |  |  |           |           |  |              |               |       |
|  | 2                   | Suiza               | 3                   |  |  |           |           |  |              | Canadá        | 5     |
|  |                     |                     |                     |  |  | Suiza     | 7         |  | Suiza        | 9             |       |
|  |                     | Corea del Sur       | 3                   |  |  |           |           |  |              |               |       |
|  | 3                   | Rusia               | 5                   |  |  |           |           |  | Tercer lugar | Tercer lugar  |       |
|  | 4                   | Corea del Sur       | 9                   |  |  |           |           |  |              |               |       |
|  |                     |                     |                     |  |  |           |           |  |              | Rusia         | 7     |
|  |                     |                     |                     |  |  |           |           |  |              | Corea del Sur | 6     |

## Medallistas
| Evento   | Oro                                                                                           | Plata                                                                                   | Bronce                                                                                             |
| -------- | --------------------------------------------------------------------------------------------- | --------------------------------------------------------------------------------------- | -------------------------------------------------------------------------------------------------- |
| Femenino | Suiza · Binia Feltscher · Irene Schori · Franziska Kaufmann · Christine Urech · Carole Howald | Canadá · Rachel Homan · Emma Miskew · Alison Kreviazuk · Lisa Weagle · Stephanie LeDrew | Rusia · Anna Sidorova · Margarita Fomina · Alexandra Saitova · Yekaterina Galkina · Nkeiruka Yezej |